# シールズ・ロード駅
シールズ・ロード駅（シールズ・ロードえき）はスコットランドグラスゴーに位置するグラスゴー地下鉄の駅である。

## 駅構造
島式ホーム1面2線の地下駅。

## 駅周辺
- スコットランド・ストリート・スクール・ミュージアム

## 歴史
- 1896年12月14日 - 開業。
- 1977年 - 大規模工事開始。
- 1980年 - 大規模工事終了。

## 利用状況
- 2005年の1年間の乗車人員は460,000人である。

## 隣の駅
■グラスゴー地下鉄
ウェスト・ストリート駅 - シールズ・ロード駅 - キニング・パーク駅